# Debaryomyces polymorphus
Debaryomyces polymorphus är en svampart. Debaryomyces polymorphus ingår i släktet Debaryomyces, ordningen Saccharomycetales, klassen Saccharomycetes, divisionen sporsäcksvampar och riket svampar.

## Underarter
Arten delas in i följande underarter:
- africanus
- polymorphus